# 砂漠の秘密都市
『砂漠の秘密都市』（さばくのひみつとし、原題 仏: L'Étonnante Aventure de la mission Barsac ）は、1919年に刊行されたジュール・ヴェルヌの冒険小説。『サハラ砂漠の秘密』という邦題もある。

## 概要
息子のミシェル・ヴェルヌが 『調査旅行』 （Voyage d’études, 1904年）と 『サハラ砂漠の都市』（Une ville saharienne, 1905年）の未完成の2作品を合わせて完成させ、ジュール・ヴェルヌ名義で刊行したという経緯がある。

## あらすじ
サハラ砂漠を探検していた探検隊は、そこに巨大な都市を発見する。

## 登場人物
（人物説明は創元版見返しより）
- バクストン・グレナー卿[4] - イギリスの貴族
- ジョージ・バクストン -卿の長子[5]。軍人
- ルイス・ロバート・バクストン - 卿の次子[5]。中央銀行の支店長
- ウィリアム・ファーニー - 卿の後妻の連れ子
- ジェーン・バクストン -　卿と後妻の間に生まれた娘。サン=ベランと共にフランス政府調査団に同行する
- アジェノール・サン=ベラン - 卿の孫[6]
- バルザック- フランス共和国議員。ニジェール川湾曲部調査団団長
- ボードリエール - フランス議員。調査団准団長
- シャトネー博士 - 調査団員。医師
- アメデー・フロランス - 新聞記者。調査団に同行する
- ポンサン -調査団員。統計学者
- マルスネー大尉 - 調査団護衛隊隊長
- トンガネ - ジェーンが雇った現地案内人
- モリリレ - 調査団が雇った現地案内人
- ハリー・キラー - 秘密都市ブラックランドの支配人
- マルセル・カマレ - ブラックランドの科学者

## 日本語訳
- 『砂ばくの秘密都市』塩谷太郎（抄訳）、学研、1964年
- 『砂漠の秘密都市』石川湧（訳）、集英社、1969年
- 『サハラ砂漠の秘密』石川湧（訳）、創元SF文庫、1972年